# Mario Occhiuto
Mario Occhiuto, né le 6 janvier 1964 à Cosenza, est un architecte, une personnalité politique italienne, membre du parti Forza Italia.

## Biographie
De mai 2011 à février 2016, et de juin 2016 à octobre 2021, il est maire de Cosenza et président de la province de Cosenza de 2014 à 2016.
Diplômé en arts et architecture à l'université de Florence en 1987, il a été professeur à la Faculté d'ingénierie de l'université de Calabre.